# Список кратерів на Місяці, І
| А Б В Г Д Е Є Ж З І Й К Л М Н О П Р С Т У Ф Х Ц Ч Ш Ю Я |

| Кратер        | Латинська назва | Діаметр, км | Епонім                                                      | Рік затвердження МАС |
| ------------- | --------------- | ----------- | ----------------------------------------------------------- | -------------------- |
| Ібн ал-Хайсам | Alhazen         | 35          | Ібн ал-Хайсам (987–1038)                                    | 1935                 |
| Ібн Бадж      | Ibn Bajja       | 12,0        | Мухаммед Ібн Баджа (1095–1138)                              | 2009                 |
| Ібн Батута    | Ibn Battuta     | 11,5        | Ібн Батута (1304–1377)                                      | 1976                 |
| Ібн Езра      | Abenezra        | 43          | Авраам ібн Езра (1092–1167)                                 | 1976                 |
| Ібн Рушд      | Ibn-Rushd       | 31          | Ібн Рушд (1126–1198)                                        | 1976                 |
| Ібн Фірнас    | Ibn Firnas      | 88          | Аббас ібн Фірнас (810–887)                                  | 1976                 |
| Ібн Юнус      | Ibn Yunus       | 60          | Абу-л-Хасан Ібн Юніс (950–1009)                             | 1970                 |
| Іван          | Ivan            | 3,8         | Східнослов'янське чоловіче ім'я                             | 1976                 |
| Ігор          | Igor            | 0,1         | Східнослов'янське чоловіче ім'я, місце посадки «Лунохода-1» | 2012                 |
| Іделер        | Ideler          | 38          | Христіан Людвіг Іделер (1766–1846)                          | 1935                 |
| Ідельсон      | Idelʹson        | 60          | Наум Ідельсон (1885–1951)                                   | 1970                 |
| Іжак          | Izsak           | 31          | Імре Іжак (1929–1965)                                       | 1970                 |
| Ізабель       | Isabel          | 1,2         | Іспанське жіноче ім'я                                       | 1979                 |
| Ікар          | Icarus          | 94          | Ікар (міфологіч.)                                           | 1970                 |
| Ільїн         | Ilʹin           | 12,4        | Микола Ільїн (1901–1937)                                    | 1985                 |
| Іна           | Ina             | 2,9         | Латинське жіноче ім'я                                       | 1979                 |
| Інгалс        | Ingalls         | 37          | Альберт Грем Інгаллс (1888–1958)                            | 1970                 |
| Інгірамі      | Inghirami       | 95          | Джованні Інгірамі (1779–1851)                               | 1935                 |
| Іннес         | Innes           | 43          | Роберт Іннес (1861–1933)                                    | 1970                 |
| Іоффе         | Ioffe           | 84          | Абрам Іоффе (1880–1960)                                     | 1970                 |
| Іпатія        | Hypatia         | 39          | Гіпатія Александрійська (бл. 370 — 415)                     | 1935                 |
| Ісаєв         | Isaev           | 94          | Олексій Ісаєв (1908–1971)                                   | 1976                 |
| Ісіс          | Isis            | 0,6         | Єгипетське жіноче ім'я                                      | 1976                 |
| Ісидор        | Isidorus        | 41          | Ісидор Севільський (бл. 560−636)                            | 1935                 |